# Henry Aaron (Dirigent)
Henry Aaron (* 25. September 1914 in New York City, Vereinigte Staaten; † 15. Juni 2000) war ein US-amerikanischer Bratschist und Dirigent.

## Leben

### Jugend und Zeit bis zum Zweiten Weltkrieg, 1914 bis 1946
Henry Aarons Eltern waren Morris und Fanny Aaron. Er besuchte die James Monroe High School und erlernte, mit einem Stipendium der New harmonic Society ausgestattet, Violine. Schon zu seiner High-School-Zeit leitete er diverse Orchester verschiedener sinfonischer Vereine. Mit 17 Jahren wurde er der Dirigent der Steuben Symphony Association. Diese Position hatte er eine Saison lange inne. Im Jahr darauf wurde er Dirigent des Educational Alliance Orchestra. Mit einem weiteren Stipendium versehen wurde er 1933 an der Juilliard School of Music im Fach Dirigieren aufgenommen. Hier wurde er von Albert Stoessel und Hans Lange unterrichtet. In dieser Zeit wechselte er von der Violine zur Viola, da er sich als Bratscher größere Chancen ausrechnete, in einem großen Orchester unterzukommen. Neben anderen Stipendien hatte er zwei Jahre lang eine New York Philharmonic Scholarship [Stipendium des New York Philharmonic Orchestra] inne. Am 27. Mai und am 18. November 1934 dirigierte er das Educational Alliance Orchestra im Straus Auditorium, am 2. März 1935 das Juilliard School Orchestra und am 14. September 1935  das Bronx Symphony Orchestra. In einer Vorankündigung wurde er als Zweiter Stokowski angekündigt. Seit 1935 war er Mitglied des Chautauqua Symphony Orchestra. Bei einer Präsentation von Werken des Komponisten Charles Naginski (1909–1940) in der Konzertreihe Composer’s Forum Laboratory am 19. Februar 1936 dirigierte er die Knickerbocker Little Symphony. Gespielt wurden dessen Suite für Kammerorchester und vier Lieder für Sopran und Orchester mit der Sopranistin Louise Taylor. Die Juilliard School veranstaltete am 8. Mai 1936 ein Konzert im Auditorium der Schule. Aaron leitete dort das Klavierkonzert Nr. 2 in d- moll op. 23 von Edward MacDowell. Bei einem weiteren Konzert der Juilliard School am 19. Dezember 1937 leitete das Konzert a-Moll für Violine und Orchester op. 53 von Antonín Dvořák. Am 28. Dezember 1936 dirigierte er in Gothams Little Symphony das Educational Alliance Orchestra.  Er dirigierte diverse Projekte des  Federal Music Project der Works Progress Administration WPA. So sprang er am 3. Januar 1937  bei einem Konzert des Brooklyn Symphony Orchestra  im Brooklyn Museum als Ersatz für Samuel Gardner ein, da dieser wegen Krankheit ausgefallen war. Nachdem er 1937 an der Juilliard School of Music graduiert worden war, bestätigte sich seine Strategie, und er wurde als Bratschist im Oktober 1937 im Orchester der Metropolitan Opera aufgenommen. Hier blieb er mit Unterbrechung über zwei Jahrzehnte. Von 1935 bis 1942 spielte er im Worcester Festival Orchester. Während der ersten Unterbrechung von 1943 bis 1946 war er Mitglied des Lehrkörpers der Band Training Unit in Camp Lee, Virginia, und des Army Service Forces Orchestra in Fort Hamilton, New York.

### Dirigententätigkeit, 1940er bis 1970er
Im März 1949 schlossen sich 35 bekannte Musiker, von denen viele in ihrer Jugend ein Stipendium der New York Philharmonic Symphony Society erhalten hatten, zusammen, um die Vereinigung New York Association of Philharmonic Scholarship Committee winners zu gründen. Die Musiker planten die Vergabe von 20 Stipendien. Sie richtete sich an Schüler einer öffentlichen Schule, um diesen Instrumentalunterricht zu ermöglichen. Jeder Stipendiat wurde Protegé eines der Mitglieder und  sollte von diesem Instrumentalunterricht erhalten. Die Mitglieder versuchten so der jungen Generation aus Dankbarkeit eine vergleiche Ausbildung zu gewährleisten, die sie selbst in ihrer Jugend erhalten hatten. Unter den prominente Mitgliedern befanden sich Risë Stevens, Robert Merrill, Wilfrid Pelletier, Leonard Bernstein und Walter Hendl. Aaron selbst wurde secretary der Vereinigung. 1949 bis 1952 war er Assistenzdirigent bei William Steinberg und dem Buffalo Philharmonic Orchestra. Das Buffalo Philharmonic veranstaltete zu dieser Zeit auch Konzerte für eine junge Zielgruppe. Aaron leitete den Klangkörper in diesem Rahmen am 7. Dezember 1949 bei einem  Youth Concert in Ithaca und am 16. März 1950 in Syracuse. Im Herbst 1950 leitete er  eine Reihe von Konzerten des Buffalo Philharmonic Orchestra mit dem Titel Party at the Pops. Das erste der Reihe fand am 27. Oktober  in Dunkirk statt. In den Sommermonaten  betätigte er sich als Gastdirigent bei diversen Sinfonieorchestern und Festivals in den Vereinigten Staaten, unter anderem in Worcester. 1952 dirigierte er die beiden letzten Sinfoniekonzert der Naumburg Orchestral Concerts in Naumburg (New York). Am 31. August wurde von der WNYC ein Konzert unter seiner Leitung übertragen. Am 1. September fand das letzte der Reihe in der Central Park Mall statt. Seit 1955 war er Assistenzdirigent beim Chautauqua Symphony Orchestra und über viele Jahre ein gern gesehener Gast. In der Sommersaison 1956 leitete er vier Konzerte, bei denen Walter Hendl als Klaviersolist auftrat – am 10. Juli  und 10. August ein Pop Concert  mit einem All-Gershwin-Program mit der Rhapsody in Blue und am 14. August ein All-Mozart-Program mit zwei Klavierkonzerten zum Jubiläumsjahr dessen 200-jährigen Geburtstags. Ein Konzert mit der 8. Sinfonie von Ludwig van Beethoven und dem Klavierkonzert d-Moll von Mozart wurden am 1. September vom Rundfunksender WQAM übertragen. Ein weiteres Konzert fand am 4. August statt – mit der zweiten Sinfonie von Antonín Dvořák und dem Requiem von Gabriel Fauré. Auch beim Metropolitan Symphony Orchestra  betätigte er sich des Öfteren als Gastdirigent. Ab 1960 wurde er Dirigent des Wheeling Symphony Orchestra, nachdem er zuvor seine Stellung als Assistenzdirigent des Chautauqua Symphony Orchestras aufgelöst hatte. Hier war er Nachfolger von Henry Mazer, der das Amt seit 1947 innegehabt hatte.  Er dirigierte unter anderem am  22. Februar 1962 ein Konzert mit der Sopranistin Roberta Peters. Aufgeführt wurden die Dance Variations op.30 für Sopran und Orchester von Paul Creston. Er trat auch als Solobratschist in Erscheinung wie am 19. März 1964 mit seinem Orchester und dem Violinisten Earl Summers Jr. in der Sinfonia concertante für Violine und Viola Es-Dur KV 364 von Wolfgang Amadeus Mozart im Capitol Theatre in Wheeling. Als Kammermusiker wirkte er mit Earl Summers Jr., zu der Zeit Konzertmeister in Wheeling, im Kraft Memorial String Quartet mit. In seiner Zeit in Wheeling unterrichtete er am West Liberty State College. In der Saison 1964/65 dirigierte er The Licking County Symphony, das Vorläuferorchester des  Newark-Granville Symphony Orchestra. In diesem Jahr unterrichtete er an der Denison University in Granville.  Sein Debüt gab er am 22. November 1964. Es folgten eine Aufführung von Peter und der Wolf im Januar 1965 und das jährliche The Annual Pops Concert am 16. Mai 1965. Am 6. August 1970 dirigierte er das Park East Orchestra bei den Carl Schurz Park Concerts. Das Konzert wurde von WNYC live im Rundfunk übertragen. Auch In Chautauqua dirigierte er weiterhin regelmäßig in den Sommermonaten. Zu dieser Zeit war er Leiter des Projektes für Streichinstrumente der Schulen von Mamaroneck.

### Familie und letzte Jahre
Mit seiner ersten Frau Mildred hatte er eine Tochter. 1995 kam er nochmals in die Schlagzeilen, als er, der inzwischen Achtzigjährige, dem Orchester der Sunrise Middle School in Fort Lauderdale sich als Orchesterleiter zur Verfügung stellte. Er hatte von der Notlage des Orchesters in der Zeitung gelesen. Ohne Ersatz musste eine Vakanz bis zur Wiedereinstellung eines neuen Orchesterleiters überbrückt werden. 1997 heiratete Aaron die jüdische Fechterin Liesel Judge (* 1916 in Offenbach als Liesel Koch), die 1938 aus Deutschland in die Vereinigten Staaten emigriert war. Gemeinsam lebten sie bis zu seinem Tod in Boca Raton, während sie die Sommermonate immer wieder in Chautauqua verbrachten.

## Arrangements (Auswahl)
- Encore Pieces für Holzbläserquintett in zwei Bänden OCLC 48444810 OCLC 1027918059 Arrangements für das Chicago Symphony Woodwind Quintet und das American Woodwind Quintet.
- Encore Pieces für Blechbläserquintett OCLC 880001143